# Giancarlo Cosio
Giancarlo Cosio (Milano, 1º aprile 1963) è uno sciatore nautico italiano.
Nato con gravi malformazioni agli arti superiori e inferiore destro, pratica sport agonistici dal 1992.
Responsabile delle malformazioni è stato il talidomide, farmaco prodotto in Germania e utilizzato tra il 1957 e il 1962 contro i disturbi della gravidanza. Per effetto del talidomide, somministrato nei primi mesi di gravidanza, in quegli anni nacquero migliaia di bambini con anomalie di sviluppo degli arti o degli organi vitali.

## Palmarès

### Nuoto
- 1994 Campionati Mondiali (Malta) - Medaglia di bronzo nei 100 rana
- 1995 Campione italiano 200 misti, 50 delfino e 100 rana

### Ciclismo
cat. Lc4 (disabili)
- 1997 Record dell'ora (Bassano del Grappa, 29 settembre ‘97): 38.093 km
- 1998 Campionati Mondiali su pista (Colorado Springs,Usa): Medaglia d'oro inseguimento, medaglia d'argento nel km e cronometro.

### Sci nautico

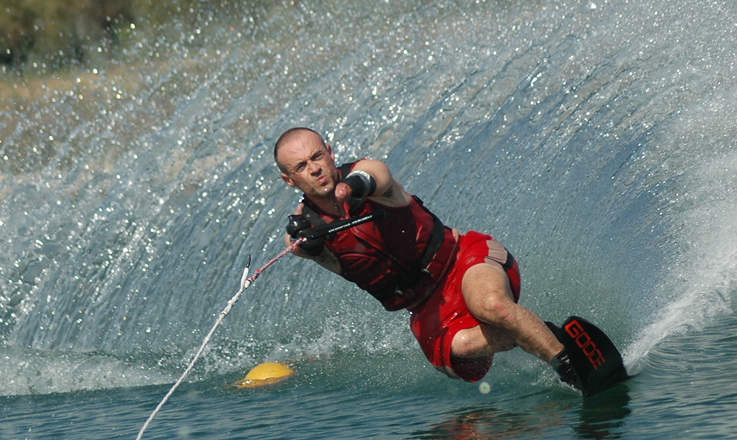
Giancarlo Cosio in un allenamento

- 2003 Eurotour - Primo classificato in slalom
- 2003 Campionati Italiani Assoluti - Primo classificato in slalom
- 2003 Campionati Mondiali (Orlando, Usa) - Esibizione dimostrativa
- 2004 Eurotour - Terzo classificato in slalom
- 2004 Campionati Europei (Paesi Bassi) - Medaglia d'oro in slalom
- 2005 Campionati Italiani Assoluti - Primo classificato in slalom
- 2005 Eurotour - Primo Classificato in slalom
- 2005 Campionati Mondiali (Belgio) - Medaglia d'oro in slalom e figure
- 2006 Eurotour - Primo classificato in slalom
- 2006 Campionati Italiani Assoluti - Medaglia d'oro in slalom
- 2006 Campionati Italiani di Categoria - Primo classificato in slalom e figure
- 2006 Campionati Europei (Gran Bretagna) - Primo classificato in slalom e figure
- 2006/2005/2004/2003 Primo posto nella Ranking List Europea (Eame) di slalom
- Miglior atleta europeo 2005 - MIGLIOR ATLETA MONDIALE 2006
- 2007 Campionati Mondiali (Australia)- Medaglia d'oro in slalom e figure

### Record omologati
- 1994 Nuoto - Record italiano 100 m rana cat. SB5 (imbattuto): 1'44"04
- 1998/2000 Ciclismo - Record mondiale 4 km inseguimento: 5'38”732
- 2003/2004 Sci Nautico - Record europeo di slalom: 4/58/9.25 in.
- 2005 Sci Nautico - Record mondiale di slalom: 4/43/18.25 outer
- 2006 Sci Nautico - Record mondiale di slalom: 3/46/18.25 outer
- 2007 Sci Nautico - Record mondiale di slalom: 4/46/18.25 outer

### Onorificenze Coni
- 1995 Medaglia d'Argento al Valore Atletico
- 1998 Medaglia d'Oro al Valore Atletico
- 2003 Medaglia di Bronzo al Valore Atletico